# Echeveria rulfiana
Echeveria rulfiana es una especie de planta de la familia Crassulaceae. Se dedica esta especie al ilustre escritor y fotógrafo jalisciense Juan Rulfo (1917-1986), oriundo la ciudad de Sayula, cuya infancia la pasó en el poblado de San Gabriel. Sus trabajos más importantes y por los cuales ha pasado a la historia son “El llano en llamas” (1953) y “Pedro Páramo” (1972).

## Descripción
Planta subarbustiva, glabra, caulescente; tallos ascendentes a colgantes en plantas viejas, de 5 a 40(135) cm de largo, de 2 a 2,5 cm de diámetro, de color grisáceo a verde; raíces fibrosas; hojas dispuestas en rosetas laxas, de 15 a 40 cm de diámetro, con 11 a 23 hojas, láminas de 4,5 a 25 cm de largo, de 2 a 4 cm de ancho, 5 mm de grosor, con el ápice acuminado, mucronado, ligeramente asimétrico, de color verde a verde purpúreo.
Inflorescencia de 22 a 69 cm de alto, pedúnculo de 16 a 48 cm de largo hasta la primera ramificación, diámetro de la base 5,3 a 10 mm, de color verde; brácteas 11 a 19 caedizas en la fructificación, de 2,1 a 12 cm de largo, 0,6 a 1,8 cm de ancho, 2,7 a 3 mm de grosor, de color verde; cáliz de 5 sépalos unidos en la base, los mayores de 9 a 10 mm de largo, 4,4 a 5 mm de ancho, y los menores de 6 a 7 mm de largo, 3,7 a 3,8 mm de ancho, de color verde a verde grisáceo; corola de 17 a 20 mm de largo y hasta 11 mm de diámetro en la base de color rosa anaranjado; estambres 10, 5 epipétalos de 1,1 cm de largo, 5 antisépalos de 1,2 a 1,4 cm de largo, filamentos de color amarillo pálido, anteras amarillas; nectarios de 3 mm de ancho de color amarillo pálido; ovario súpero de 5 carpelos libres, de 8 mm de largo y 4 mm de ancho, de color amarillo claro, estilo de cerca de 8 mm de longitud, de color rojizo obscuro; estigmas de color verde; folículos maduros ascendentes, de color café rojizo; semillas numerosas, de color café rojizo

## Distribución
Echeveria rulfiana se conoce únicamente de la región sur del estado de Jalisco.

## Hábitat
Se ha colectado en altitudes de 650 a 2070 m s. n. m. en bosque de pino y encino, bosque de encino con Acacia, Dodonaea, Eysenhardtia, Ipomoea, Lippia y Tecoma, así como en bosque tropical caducifolio con Acacia, Bursera, Ceiba, Cnidoscolus, Euphorbia, Eysenhardtia, Fouquieria, Hechtia, Jatropha, Lysiloma, Opuntia, Pereskiopsis, Pilosocereus, Pisonia, Plumeria y Stenocereus. Prospera sobre sustratos de origen ígneo y es abundante en los tejados de las casas de algunas localidades, particularmente en San Gabriel, Jalisco

## Estado de conservación
Se distribuye en un área reducida y es conocida de unas pocas poblaciones. En una de ellas, la más austral ha sido aparentemente extinta, debido a la construcción de una carretera asfaltada. Se calculó que Echeveria rulfiana tiene un área de extensión de la presencia de 184,9 km cuadrados y un área de ocupación de 20 km cuadrados considerando celdas de 2 km. Con base en lo anterior, se indica una asignación preliminar a la categoría En Peligro (EN (B2 biii)) en ajuste a los criterios de la IUCN.